# پیوک
پیوک یا دراکونکولیازیس (به انگلیسی: Dracunculiasis) یا بیماری رشته که به آن بیماری کرم گینه (به انگلیسی: guinea worm disease یا GWD) نیز گفته می‌شود، عفونتی است که از طریق کرم گینه منتقل می‌شود. وقتی که یک فرد آبی را می‌خورد که حاوی کک آبی آلوده به لارو کرم گینه است، دچار این عفونت می‌شود. در ابتدای امر هیچ گونه علائمی وجود ندارد.حدود یک سال بعد، هنگامی که کرم ماده روی پوست تاول ایجاد می‌کند، درد سوزناکی را نیز پدیدمی‌آورد. این تاول که با سوراخ شدن پوست همراه است معمولاً روی اندام تحتانی بدن مانند پا ایجاد می‌شود. سپس کرم طی چند هفته از پوست خارج می‌شود. طی این مدت، ممکن است راه رفتن و کار کردن سخت شود. این که این بیماری باعث مرگ و میر شود، احتمال کمی دارد.
انسان‌ها تنها موجودات شناخته شده‌ای هستند که توسط کرم‌های گینه آلوده می‌شوند. عرض این کرم حدود یک تا دو میلی‌متر است و کرم مادهٔ بالغ ۶۰ تا ۱۰۰ سانتی‌متر طول دارد (نرها بسیار کوچک‌تر هستند). تخم‌های این کرم می‌توانند تا سه هفته خارج از بدن انسان زنده بمانند. پیش از این باید توسط کک‌های آبی خورده شوند. نوزادهای حشره‌ای که درون آب هستند ممکن است تا چهار ماه زنده بمانند. بنابراین این بیماری باید هر سال در بدن انسان پدید بیاید تا بتواند در یک منطقه به بقای خود ادامه دهد. تشخیص بیماری معمولاً می‌تواند بر پایهٔ نشانه و علائم بیماری باشد.
پیشگیری از این بیماری از طریق تشخیص زودهنگام بیماری و همچنین منع بیمار از قرار دادن زخم در آب آشامیدنی ممکن است. تلاش‌های پیش گیرانهٔ دیگر شامل بهبود دسترسی به آب سالم و در غیر این صورت فیلتر کردن آب نا سالم است. معمولاً گذراندن آب از یک تکه پارچه کافی است. برای کشتن نوزاد حشره در آب آشامیدنی آلوده می‌توان ماده‌ای شیمیایی را به نام تمه‌فوس را به آن افزود. دارو یا واکسنی برای این بیماری وجود ندارد. ممکن است که طی چند هفته بتوان کرم را به آرامی با پیچاندن آن دور یک تکه چوب خارج کرد. زخم‌هایی که با پیدایش کرم پدید می‌آیند ممکن است آلوده به باکتری شوند. درد ناشی می‌تواند ماه‌ها پس از جدا کردن کرم از بدن ادامه داشته باشد.
در سال ۲۰۱۳، ۱۴۸ مورد از این بیماری گزارش شد. این مقدار نسبت به سه و نیم میلیون در سال ۱۹۸۶ کاهش داشته‌است. این بیماری فقط در چهار کشور در قارهٔ آفریقا وجود دارد که نسبت به ۲۰ کشور مبتلا در دههٔ ۱۹۸۰ کاهش یافته‌است. کشوری که بیشترین میزان آلودگی را دارد سودان جنوبی است. احتمال دارد که اولین بیماری انگلی باشد که ریشه کن می‌شود. بیماری کرم گینه از زمان‌های قدیم شناخته شده‌است. این بیماری در پاپیروس ابرس پزشکی ذکر شده‌است که از زمان ۱۵۵۰ پیش از میلاد وجود داشته‌است. نام دراکونکولیازیس از لاتین گرفته شده‌است که به معنی «رنج بردن از اژدهاهای کوچک» می‌باشد. این در حالیست که نام «کرم گینه» پس از این که اروپایی‌ها این بیماری را در قرن هفدهم در گینه ساحل غرب آفریقا دیدند ظاهر شد. گونه‌ای شبیه به کرم گینه در حیوانات دیگر بیماری ایجاد می‌کند. به نظر می‌رسد که آن‌ها حیوانات را آلوده نمی‌کنند. این بیماری به عنوان یکی از بیماری‌های استوایی فراموش‌شده دسته‌بندی شده‌است.
در گذشته و تا دو دهه پیش این بیماری در استان‌های جنوبی ایران شیوع داشت.